# Série mondiale 2020
La Série mondiale 2020 est la 116e série finale des Ligues majeures de baseball. 
Elle est jouée du mardi 20 octobre 2020 au mercredi 28 octobre 2020 au Globe Life Field d'Arlington, au Texas entre les Dodgers de Los Angeles et les Rays de Tampa Bay.
Cette Série mondiale jouée au meilleur de sept parties met aux prises les équipes championnes des ligues Nationale et Américaine de baseball et couronne le grand champion de la saison 2020 du baseball majeur.

## Une série finale en terrain neutre
Le 15 septembre 2020, le baseball majeur annonce que la Série mondiale 2020 sera entièrement disputée au Globe Life Field d'Arlington, le stade des Rangers du Texas. Il s'agit d'une des situations d'exception liées à la pandémie de Covid-19. 
Pour la première fois de son histoire, la Série mondiale sera donc jouée en terrain véritablement neutre, c'est-à-dire dans un lieu dont aucun des participants à la série n'est le club résident. C'est la 4e fois de l'histoire de la ligue et la première fois depuis 1944 que tous les matchs de la série finale sont joués dans un seul stade. Lors des trois occasions préalables, les adversaires étaient des clubs de la même ville qui étaient résidents à temps plein de la même enceinte. Ainsi, les Séries mondiales de 1921 et de 1922 ont été jouées au Polo Grounds entre les Giants de New York et les Yankees de New York, puis la Série mondiale 1944 a opposé les Cardinals de Saint-Louis et les Browns de Saint-Louis au Sportsman's Park.
Pour cette série, l'avantage du terrain signifie essentiellement que le club « hôte » aura l'avantage de commencer la première manche en défensive et d'avoir son tour au bâton en deuxième. L'avantage du terrain est donné à celui des deux adversaires ayant remporté le plus de victoires durant la saison régulière, et ce club aura le dernier tour au bâton lors des deux premiers matchs de la série, ainsi que lors des 6e et 7e rencontres, si elles sont nécessaires.
Durant toute la saison de baseball 2020, les stades n'ont accueilli aucun spectateur, pour des raisons de santé publique liées au coronavirus. Pour cette Série mondiale, il est prévu qu'environ 11 500 spectateurs soient admis en personne, ce qui représente environ 28 % de la capacité du Globe Life Field, capables d'accueillir 40 518 personnes.

## Équipes en présence
Les participants à la Série mondiale 2020 seront les champions des deux ligues majeures de baseball, c'est-à-dire les vainqueurs de la Série de championnat 2020 de la Ligue nationale et de la Série de championnat 2020 de la Ligue américaine, disputées dans les jours d'octobre précédents.
Les champions en titre de la Série mondiale 2019, les Nationals de Washington, ne se sont pas qualifiés pour les séries éliminatoires de 2020 et n'auront pas la chance de défendre ce titre.

## Déroulement de la série

### Calendrier des rencontres
| Match | Date       | Visiteur               | Hôte                   | Score |
| ----- | ---------- | ---------------------- | ---------------------- | ----- |
| 1     | 20 octobre | Rays de Tampa Bay      | Dodgers de Los Angeles | 3 - 8 |
| 2     | 21 octobre | Rays de Tampa Bay      | Dodgers de Los Angeles | 6 - 4 |
| 3     | 23 octobre | Dodgers de Los Angeles | Rays de Tampa Bay      | 6 - 2 |
| 4     | 24 octobre | Dodgers de Los Angeles | Rays de Tampa Bay      | 7 - 8 |
| 5     | 25 octobre | Dodgers de Los Angeles | Rays de Tampa Bay      | 4 - 2 |
| 6     | 27 octobre | Rays de Tampa Bay      | Dodgers de Los Angeles | 1 - 3 |

### Match 1
| Rays de Tampa Bay | 0 | 0 | 0 | 0 | 1 | 0 | 2 | 0 | 0 | 3 | 6  | 0 |
| Dodgers de Los Angeles | 0 | 0 | 0 | 2 | 4 | 2 | 0 | 0 | X | 8 | 10 | 0 |
| Lanceurs partants : TB : Tyler Glasnow LAD : Clayton Kershaw Vic. : Clayton Kershaw (1-0) Déf. : Tyler Glasnow (0-1) HRs : TB : Kevin Kiermaier (1) LAD : Cody Bellinger (1), Mookie Betts (1) |   |   |   |   |   |   |   |   |   |   |    |   |

### Match 2
| Rays de Tampa Bay | 1 | 0 | 0 | 2 | 2 | 1 | 0 | 0 | 0 | 6 | 10 | 0 |
| Dodgers de Los Angeles | 0 | 0 | 0 | 0 | 2 | 1 | 0 | 1 | 0 | 4 | 5  | 1 |
| Lanceurs partants : TB : Blake Snell LAD : Tony Gonsolin Vic. : Nick Anderson (1-0) Déf. : Tony Gonsolin (0-1) Sauv. : Diego Castillo (1) HRs : TB : Brandon Lowe (1, 2) LAD : Chris Taylor (baseball) (1), Will Smith (1), Corey Seager (1) |   |   |   |   |   |   |   |   |   |   |    |   |

### Match 3
| Dodgers de Los Angeles | 1 | 0 | 2 | 2 | 0 | 1 | 0 | 0 | 0 | 6 | 10 | 0 |
| Rays de Tampa Bay | 0 | 0 | 0 | 0 | 1 | 0 | 0 | 0 | 1 | 2 | 4  | 0 |
| Lanceurs partants : LAD : Walker Buehler TB : Charlie Morton Vic. : Walker Buehler (1-0) Déf. : Charlie Morton (0-1) HRs : LAD : Justin Turner (1), Austin Barnes (1) TB : Randy Arozarena (1) |   |   |   |   |   |   |   |   |   |   |    |   |

### Match 4
| Dodgers de Los Angeles | 1 | 0 | 1 | 0 | 1 | 1 | 2 | 1 | 0 | 7 | 15 | 2 |
| Rays de Tampa Bay | 0 | 0 | 0 | 1 | 1 | 3 | 1 | 0 | 2 | 8 | 10 | 0 |
| Lanceurs partants : LAD : Julio Urías TB : Ryan Yarbrough Vic. : John Curtiss (1-0) Déf. : Kenley Jansen (0-1) HRs : LAD : Justin Turner (2), Corey Seager (2) TB : Randy Arozarena (2), Hunter Renfroe (1), Brandon Lowe (3), Kevin Kiermaier (2) |   |   |   |   |   |   |   |   |   |   |    |   |

### Match 5
| Dodgers de Los Angeles | 2 | 1 | 0 | 0 | 1 | 0 | 0 | 0 | 0 | 4 | 6 | 1 |
| Rays de Tampa Bay | 0 | 0 | 2 | 0 | 0 | 0 | 0 | 0 | 0 | 2 | 7 | 0 |
| Lanceurs partants : LAD : Clayton Kershaw TB : Tyler Glasnow Vic. : Clayton Kershaw (2-0) Déf. : Tyler Glasnow (0-2) Sauv. : Blake Treinen (1) HRs : LAD : Joc Pederson (1), Max Muncy (1) |   |   |   |   |   |   |   |   |   |   |   |   |

### Match 6
| Rays de Tampa Bay | 1 | 0 | 0 | 0 | 0 | 0 | 0 | 0 | 0 | 1 | 5 | 0 |
| Dodgers de Los Angeles | 0 | 0 | 0 | 0 | 0 | 2 | 0 | 1 | X | 6 | 5 | 0 |
| Lanceurs partants : TB : Nick Anderson LAD : Victor González Vic. : Victor González (1-0) Déf. : Nick Anderson (1-1) Sauv. : Julio Urías (1) HRs : TB : Randy Arozarena (3) LAD : Mookie Betts (2) |   |   |   |   |   |   |   |   |   |   |   |   |